# Зак Шторм
«Зак Шторм» (англ. Zak Storm: Super Pirate, другое название: «Зак Шторм — Суперпират») — детский анимационный телесериал, созданный компаниями Zagtoon, Method Animation, De Agostini Editore, SAMG Animation, MNC Animation и Man of Action с помощью компьютерной графики. Дебютировал на Canal J во Франции 2 декабря 2016 года. Сериал дебютировал в Соединённых Штатах на KidsClick с 30 сентября 2017 года по 7 января 2018 года, а затем был показан на Discovery Family 14 октября 2017 года. Сериал создан компаниями, ранее работавшими над созданием сериала «Леди Баг и Супер-Кот». На данный момент идут работы над вторым сезоном.

## Сюжет
Мультсериал рассказывает об удивительных приключениях юного подростка-сёрфера Зака, очень настойчивого и предприимчивого парня, который попал в Бермудский треугольник, готовясь к соревнованию по сёрфингу. Оказавшись в этом магическом месте, хранящем множество тайн, Зак овладел магическим мечом Калабрасом. Этот артефакт превратил его в героя, способного противостоять любым атакам и опасностям, появляющимся в пространстве Семи морей внутри Бермудского треугольника.
Зак берёт на себя руководство экипажем судна под названием «Хаос». Вместе с командой, состоящей из болтливого меча, первого помощника — принцессы атлантов Сиси, тугодума-викинга Крогара с тяжёлым кулаком, нервного космического путешественника Карамбы и маленького весельчака-полтергейста Кловиса, юный сёрфер отправляется на поиски приключений, сразится со злодеем Скалливаром и постарается выбраться из Бермудского треугольника.

## Персонажи

### Семь Морей (Семёрка)
- Зак Шторм (полное имя — Конрад Закари Шторм) — главный герой. Подросток-сёрфер, волей случая он попадает в Семь морей Бермудского треугольника и становится капитаном «Хаоса». Честный, безрассудный, настойчивый, импульсивный, полный энергии, храбрости и бунтарства. Но не стоит забывать, что он всё ещё ребёнок и смотрит на мир с наивностью и желанием играть. Больше всего ценит дружбу. Лучший друг Калабраса. С помощью Калабраса Зак получает оружие, основанное на элементах семи морей, которое он использует в бою, при этом левая рука Зака покрывается «бронёй», появляется повязка на один глаз, и цвет одежды также меняется в зависимости от выбранного элемента. В английской версии Зак озвучен Майклом Джонстоном.
- Сиси (полное имя — Криста Коралина Лиджун) — 13-летняя принцесса атлантов и первая помощница Зака Шторма, помогающая ему не терять голову и держать свою дерзкую сторону под контролем. Искусный боец и меткий стрелок. Обладает глубокими познаниями в морской навигации и многое знает о культуре своего народа. В английской версии озвучена Кристин Мари Кабанос.
- Крогар — 15-летний пират-викинг, «мускулы» Семёрки. Беззаботный и оптимистичный. Хотя он сильный воин, он не очень умён и простодушно жесток. Также он гедонист и наслаждается радостями жизни. В глубине души он эмоциональный парень. Часто кричит «Рагнарёк!» как боевой клич. Говорит о себе в третьем лице, например: «Делай, как Крогар». В английской версии озвучен Кристофером Кори Смитом.
- Карамба — инопланетянин, служащий инженером на «Хаосе». Талантливый изобретатель и учёный. Его экзоскелет оснащён множеством приспособлений и может растягивать конечности, что позволяет ему эффективно сражаться с врагами и преодолевать непроходимую местность. В английской версии озвучен Макс Миттелман.
- Кловис — 7-летний эктоплазматический спектр крутости (как он себя называет), а не призрак. Беззаботный дух, который любит разыгрывать людей. Он любит поиграть и повеселиться, даже во время драки. Кловис связан с кораблём «Хаос» и не может покинуть его. Якобы потерял своё тело, оставив его в своём эфирном состоянии. В английской версии озвучен Рибой Ба.
- Калабрас — магический говорящий меч Зака, который дарует ему его сверхспособности, а также служит его наставником. Калабрас имеет Очи Семи морей Бермудского треугольника, и эти Очи наделяют его обладателя, Зака, невероятной силой элементов и превращают Калабраса в разные типы оружия и щитов. Однако на каждое превращение он затрачивает энергию и ему нужно время на восстановление. До превращения в меч он был человеком — пиратом с «лучшими усами среди семи морей». В английской версии озвучен Кайлом Хебертом.
- «Хаос» — живой и удивительно высокотехнологичный пиратский корабль, не говорит, но считается членом команды и удивительно полон индивидуальности. Очень предан своей команде, но временами может быть капризным. Спасает Зака от Кракена, когда он впервые входит в Треугольник, и никогда не подводит его, даже когда Зак заводит его слишком далеко.

### Антагонисты
- Скалливар — один из главных антагонистов, тёмный властелин, страж вершины моря Вапира, расположенной в его резиденции — Крепости Нигде. Смертельный враг Зака Шторма. Он представляет наибольшую угрозу Бермудскому треугольнику и даже всей Вселенной. Даже без Калабраса он способен на короткое время одолеть объединённые силы Зака Шторма и его друзей своей способностью манипулировать тёмной или зелёной магической энергией, которая может быть развёрнута в виде энергетического взрыва или торнадо. Он также может телепортироваться по желанию и использовать свою тёмную магию, чтобы контролировать Морлока Непобедимого. Усиленный Калабрасом с вживлённым в него Оком Нигде, он принял скелетообразную бронированную форму и стал способен создать ударную волну одним ударом развращённого Калабраса. Даже после того, как Калабрас был восстановлен Заком и Око Нигде было удалено, Скалливар все ещё сохраняет свою силу. Однако в конце концов Скалливар потерпел поражение от Зака (в этом Заку помог карманный телепорт, модифицированный Карамбой для отправки Зака и Калабраса в моря, соответствующие доспехам первого). Таким образом Скалливар встретил свой конец. В английской версии озвучен Дэвидом Роучем.
- Голден Боунс — один из главных антагонистов, самый верный приспешник Скалливара и главный генерал его армии скелетов. Он также является капитаном корабля под названием «Демон». Он ненавидит Зака, потому что он «просто ребёнок», который всегда прыгает выше головы. Он бы все отдал, чтобы увидеть, как Зак исчезнет навсегда. Как и Зак, Голден Боунс — искусный боец с мечом и крюком. Как генерал он хитёр и безжалостен, а также атлетичен, так как способен прыгать на огромные расстояния. В английской версии озвучен Мэттью Мерсером.

### Прочие
- Сассафрас — старая колдунья, владеющая волшебной лачугой, расположенной в Маритуге. Свихнувшаяся, изворотливая и жадная. Она часто отказывалась помочь любому из своих покровителей, когда они нуждались в ней, но иногда она готова сделать это, пока они платят ей дублонами. Будучи колдуньей, Сассафрас специализируется на магии и может видеть, как будущее проходит через её хрустальный шар. И, как показано в серии «Бестелесные», она также может общаться с духами, когда никто больше не может их видеть или слышать. Её знания не раз помогали Заку и его команде в их приключениях, связанных с тайнами Бермудского Треугольника. В английской версии озвучена Джессикой Джи-Джордж.
- Зефира — дочь Сассафрас. Она наполовину человек, наполовину зайтанка. У нее есть волшебное ожерелье в форме Луны. Она появляется только в эпизоде «Между звездами». Она также помогла Семёрке.
- Алан Гэмбл — пират, которого считают героем, хотя он не всегда действует подобающим образом.
- Анубис — страж вершины моря Дезера. Он серьезно относится к своей роли стража, потому что для него оказаться в ловушке Треугольника подобно смерти; стоит только шагнуть, и пути назад нет. Он может управлять песком, гигантскими скорпионами и миньонами-мумиями. На спине у него золотая механика, напоминающая хвост скорпиона и клешни. Своим дизайном он напоминает древнеегипетского бога смерти и темноты Анубиса. Озвучивает Дэвид Роуч.
- Лемурийцы — подводные обитатели, ведущие войны с атлантами. Они носят доспехи из живого обсидиана.
  - Адмирал Т'Халис — лемурийский генерал и могущественный воин Лемурийской гвардии. Он садист-разжигатель войны, питающий сильную ненависть ко всем атлантам, даже в Треугольнике, и стремится завоевать Атлантиду и все моря на Земле. Он также ненавидит людей или Терранов. Озвучивает Ричард Эпкар.
  - Лемурийский командир — командир гвардии. Его внешний вид похож на гвардейцев, но его доспехи окрашены в красный цвет.
  - Лемурийская гвардия  — основная пехота Лемурийской империи. Их доспехи очень напоминают спартанские доспехи.